# Aleksander Janta-Połczyński
Aleksander Stanisław Janta-Połczyński (ur. 11 grudnia 1908 w Poznaniu, zm. 19 sierpnia 1974 w South-Hampton na Long Island) – polski prozaik, poeta, dziennikarz, publicysta, tłumacz, podporucznik kawalerii Wojska Polskiego, kolekcjoner, bibliofil, posiadacz wielu „białych kruków”.

## Życiorys

### 1908–1939
Pochodził z pomorskiej rodziny ziemiańskiej, właścicieli pałacu w Małej Komorzy pod Tucholą.

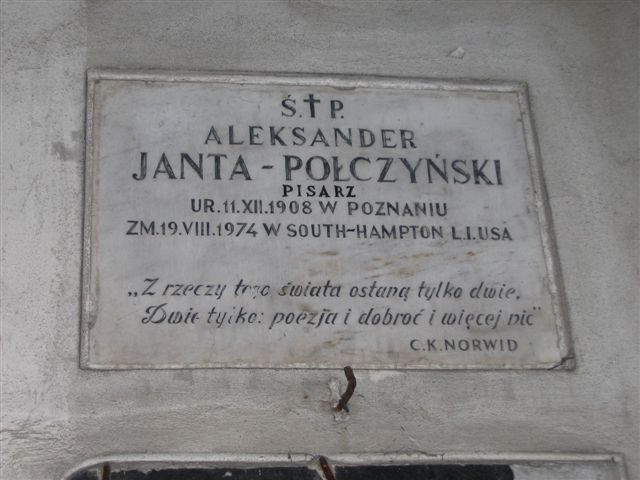
Nagrobek Aleksandra Janty-Połczyńskiego na cmentarzu Powązkowskim

Ukończył szkołę w Poznaniu, od 20 września 1926 do 24 kwietnia 1927 pełnił służbę w dywizjonie szkolnym Podchorążych Rezerwy Kawalerii w Grudziądzu, odbył też praktykę w 15 pułku ułanów poznańskich. Następnie studiował polonistykę i ekonomię na Uniwersytecie Poznańskim, jednak studiów nie ukończył. Był członkiem poznańskiej grup literackich „Loża” i „Klub Szyderców”. Współpracował z pismami: „Kurjer Warszawski”, „Gazeta Polska”. W latach 1929–1931 studiował w paryskiej Haute École des sciences sociales, tych studiów także nie ukończył. Następnie odbył wiele podróży zagranicznych (m.in. do Chin, Japonii, Etiopii, Indii, Afganistanu, Syjamu, Birmy, Indochin, Mongolii, Formozy (Tajwanu), USA, ZSRR, krajów Europy Zachodniej), które opisywał w reportażach publikowanych m.in. w „Wiadomościach Literackich” (m.in. jesienią 1932 opublikował tam 12-odcinkowy cykl „Wzdłuż i wszerz przez ZSRR”). Przeprowadził wiele wywiadów publikowanych w polskiej prasie (jako pierwszy z Alfredem Douglasem, następnie m.in. z Gandhim, Haile Selassie I, Rooseveltem, Chaplinem, Dreiserem, Eisensteinem, Gide’em). Wybuch II wojny światowej zastał go w Paryżu.

### 1939–1945
Po wybuchu II wojny światowej pracował początkowo jako korespondent wojenny. W kampanii francuskiej 1940 był oficerem Oddziału I Sztabu 1 Dywizji Grenadierów, dostał się do niewoli, z której uciekł w 1942. Następnie działał we francuskim ruchu oporu, przedostał się do Wielkiej Brytanii.
8 kwietnia 1943 roku, będąc w stopniu podporucznika rezerwy kawalerii, został przydzielony do dowództwa 1 Samodzielnej Brygady Strzelców. 13 maja 1943 roku został przeniesiony z dowództwa 1 Dywizji Grenadierów do Stacji Zbornej Oficerów Rothesay, a z dniem 15 maja 1943 roku został mu udzielony urlop bez uposażenia na okres 6 miesięcy.
W 1944 został skierowany do pracy w Polish Information Center w Nowym Jorku odbył podróże po USA, informując o polskim czynie zbrojnym. W tym samym roku rozpoczął służbę w 1 Dywizji Pancernej, był korespondentem wojennym, walczył w Belgii i Holandii. Współpracował min. czasopismem Polska Walcząca, w którym wypowiadał się aktywnie na temat losów polskich jeńców (pisząc również pod pseudonimem Jacek Lis), a także z wojenną prasą emigracyjną (m.in. londyńskim „Tygodniku Polskim”, „Wiadomościach Polskich”).

### 1945-1974
Po II wojnie światowej przebywał na emigracji w Niemczech, Francji, Anglii, w 1945 osiedlił się w Nowym Jorku, przejściowo także w Buffalo. Współpracował z paryską „Kulturą” Jerzego Giedroycia i Tygodnikiem Polskim. W lipcu 1948 na dwa miesiące przyjechał do Polski, swoją relację z wizyty opublikował częściowo na łamach „Kultury” pod tytułem „Wracam z Polski”. Pozytywny obraz odbudowy kraju po II wojnie światowej i pominięcie w reportażu totalitarnego charakteru państwa komunistycznego spotkało się z gwałtowną krytyką kół emigracyjnych (o zdradę oskarżyli go Jan Lechoń i Zygmunt Nowakowski). Generał Władysław Anders zabronił dystrybucji Numerów „Kultury” z fragmentami reportażu Janty (nakazał konfiskatę). Spór o stosowanie cenzury i niezależność stanowiska „Kultury”, i wydany w związku z nim nakaz zamknięcia „Kultury”, doprowadził finalnie do uniezależnienia się „Kultury” i Instytutu Literackiego od Inspektora Generalnego Sił Zbrojnych. Całość reportażu opublikował własnym sumptem Jerzy Giedroyc pt. Wracam z Polski. 1948 w 1949.
W Nowym Jorku pracował w Fundacji Kościuszkowskiej (jako asystent zarządu w latach 1955–1956), współpracował z Fundacją Paderewskiego. Od 1954 był prezesem Amerykańskiej Rady Polskich Klubów Kulturalnych, od 1960 prowadził razem z Aleksandrem Hertzem antykwariat druków słowiańskich, był też członkiem zarządu Polish Institute of Arts and Sciences of America. Publikował w prasie emigracyjnej, m.in. w „Dzienniku Polskim i Dzienniku Żołnierza”, „Wiadomościach”, „Kulturze”, „Związkowcu”. Od lat 60. współpracował z Rozgłośnią Polską Radia Wolna Europa. W 1972 ponownie odwiedził Polskę.
W maju 1937 r. ożenił się z Japonką. Ślub odbył się w Japonii, sprawa tego małżeństwa może być jednak tylko fikcją. W 1949 poślubił Walentynę Stocker-Pacewicz, z którą był do końca życia. Z innych źródeł wiadomo (lub istnieją poważne przesłanki ku temu), że A.J-P. był orientacji homoseksualnej.
W 1975 jego prochy sprowadzono z USA i pochowano na Cmentarzu Powązkowskim w Warszawie (katakumby-120-3).

## Twórczość
Debiutował w 1928 wspomnieniami myśliwskimi O świcie, Ze wspomnień i tematów myśliwskich z przedmową Juliana Ejsmonda. W 1929 wydał tomy As pik. Seans w trzech aktach i poezje Śmierć białego słonia, w 1930 poezje Krzyk w cyrku, w 1933 zbiór nowel Leśny pies. Rozgłos przyniosły mu reportaże opublikowane w prasie oraz w tomach Patrzę na Moskwę (1933), W głąb ZSRR (1933), Made in Japan (1935), Odkrycie Ameryki (1935), Stolica srebrnej Magii (1936), Ziemia jest okrągła (1935), Na kresach Azji. Indie, Afganistan, Birma, Syjam, Indochiny, Chiny, Mongolia, Formoza, Japonia (1939), przed wojną opublikował także tomy poetyckie Biały pociąg, Wielki wóz (1935), Serce na wschód (1938), w czasie wojny tomy Psalmy i Ściana milczenia (oba w 1944).
W 1944 opublikował wspomnienia I Lied to live. A year as a German family slave, wydane po polsku w 1945 jako Kłamałem, aby żyć. W 1949 wydał głośny tom reportaży Wracam z Polski. Warszawa-Wrocław-Kraków-Poznań-Szczecin-Życie-Polityka-Gospodarka-Sztuka-Ludzie i Zagadnienia. W jego dorobku powojennym znalazły się także tomy poezji Widzenie wiary (1946), Dzieje pewnego romansu. Suita pod film rysunkowy na dwa głosy i osiem batut (1950), Młyn w Nadolniku. Pamiętnik pomorski (1950), Znak tożsamości. Wybór z trzydziestolecia (1958), Przestroga dla wnuków (1971), Po samo dno istnienia (1972), Przestrogi drugie (1973), poezje satyryczne Pisma przygodne (III tomy w latach 1950-1952) i Bajka o cieniu (1954), opowiadanie Wielka gafa księżny Bałaganow (1960), dramat Linia podziału (1963), zbiór opowiadań i powieść Flet i apokalipsa (1964), autobiografia Duch niespokojny (1957), wspomnienia Losy i ludzie. Spotkania-przygody-studia, 1930-1960 (1961) oraz Nowe odkrycie Ameryki (1973), szkice i reportaże Księga podróży, przygód i wspomnień (1967) oraz Pamiętnik indyjski (1970), eseje Przyjemnie zapoznać (1972). Tłumaczył także z japońskiego (antologia Godzina dzikiej kaczki (1966)) i angielskiego (Robert Frost i inni poeci amerykańscy (1970)). Śmierć przerwała jego pracę nad książką A history of Nineteenth Century American-Polish Music with annotated Bibliography and Illustrations (ukończyli ją Michał Sprusiński oraz John Głowacki i wydali w 1982). Dla wydania krajowego Michał Sprusiński przygotował także wybory z wcześniej opublikowanych szkiców Nic własnego nikomu (1977) i Lustra i reflektory (1982) oraz poezji Śnił mi się krzyk (1979).

## Ordery i odznaczenia
- Krzyż Walecznych,
- Srebrny Wawrzyn Akademicki (7 listopada 1936)[12],
- „Croix de guerre” (Francja).

## Upamiętnienie
W 2021 imieniem Walentyny i Aleksandra Janta-Połczyńskich nazwano skrzyżowanie w nowojorskiej dzielnicy Queens.

## Nagrody
- 1963 – Nagroda Związku Pisarzy Polskich na Obczyźnie im. Herminii Naglerowej za całokształt twórczości
- 1966 – Nagroda Fundacji Jurzykowskiego
- 1968 – Nagroda wydawnictwa Roy Publishers im. Mariana Kistera za tom Godzina dzikiej kaczki
- 1973 – Nagroda im. Anny Godlewskiej za całokształt twórczości
- 1973 – nagroda nowojorskiego wydawnictwa „Contra” za książkę Losy i ludzie

## Publikacje książkowe[14]
- „O świcie. Z wspomnień i tematów myśliwskich”, Fiszer i Majewski, Poznań 1928
- „Śmierć białego słonia”, poezje, druk Jana Kuglina, Poznań 1929
- „Biały pociąg”, poezje, druk Jana Kuglina, Poznań 1932
- „Krzyk w cyrku”, poezje, Paryż 1932
- „W głąb ZSRR”, wydawnictwo Rój, Warszawa 1933
- „Patrzę na Moskwę”, wydawnictwo Dziennika Poznańskiego, Poznań 1933
- „Leśny pies”, wydawnictwo Dziennika Poznańskiego, Poznań 1934
- „Wielki wóz”, poezje, druk Jana Kuglina, Poznań 1935
- „Made in Japan”, Towarzystwo Polsko-Japońskie, Warszawa 1935
- „Stolica srebrnej magii”, wydawnictwo Rój, Warszawa 1935
- „Ziemia jest okrągła', wydawnictwo Rój, Warszawa 1935
- „Odkrycie Ameryki”, wydawnictwo Przeworskiego, Warszawa 1935
- „Serce na Wschód”, poezje, druk Jana Kuglina, Poznań 1938
- „Na kresach Azji”, wydawnictwo Rój, Warszawa 1939
- „Psalmy”, poezje, Oficyna Samuela Tyszkiewicza, Nicea 1943
- „Ściana milczenia”, poezje, Oficyna Samuela Tyszkiewicza, Nicea 1944
- „Thirteen Polish Psalms”, London 1944
- „Ściana milczenia”, poezje, wyd. 2 uzupełnione, Londyn 1944
- „I Lied to Live”, Roy Publishers, New York-London 1944-1945
- „Kłamałem aby żyć”, Nowy Jork 1945 (Warszawa 1946)
- „Psalmy z Domu Niewoli”, poezje, Książnica Polska, Glasgow 1944 (Nowy Jork 1945)
- „Widzenie Wiary”, poezje, nakładem autora, Montreal 1946
- „Bound with Two Chains” Roy Publishers, New York 1946
- „Wracam z Polski”, Societe Nouvelle d'Imprimerie et d'Edition, Paryź 1946
- „Psalms of Captivity”, Pocahontas Press, New York 1947
- „Dzieje pewnego romansu”, poezje, nakładem przyjaciół, Paryż 1950
- „Młyn w Nadolniku”, poezje, wyd. Franciszek Prochazka, Paryż 1950
- „Pisma przygodne, I. Morska i kolonialna czyli wprawa po sens w emigracji...”, poezje, Anatol Girs Press, Detroit 1950
- „Pisma przygodne, II. Pochwała własnych nóg”, poezje, Anatol Girs Press, Detroit 1951
- „Pisma przygodne, III. Przytyk do pewnych polityk”, poezje, Anatol Girs Press, Detroit 1952
- „Bajka o cieniu: poemat absurdystyczny”, poezje, Oficyna Poetów i Malarzy, Londyn 1954
- „Duch niespokojny”, Gryf, Nowy Jork-Londyn 1957
- „Znak Tożsamości”, poezje, Polish Book Importing, co., Nowy Jork-Londyn 1958
- „Wielka gafa księżnej Bałaganow”, Składnica Książki Polskiej, Buenos Aires 1960
- „Losy i ludzie”, Wiadomości (Londyn) i Polski Instytut Naukowy (Nowy Jork), Nowy Jork-Londyn 1961
- „Linia Podziału”, poezje, Oficyna Poetów i Malarzy, Londyn 1963
- „Flet i Apokalipsa”, nakładem czytelników, Nowy Jork-Londyn 1964
- „Godzina dzikiej kaczki”, tłumaczenia poezji japońskiej, Oficyna Stanisława Gliwy, Southend-on-Sea 1966
- „Księga podróży, przygód i przypomnień”, Polska Fundacja Kulturalna, Londyn 1967
- „Robert Frost i inni poeci amerykańscy”, tłumaczenia poezji amerykańskiej, Oficyna Poetów i Malarzy, Londyn 1970
- „Schron (epilog w jednej odsłonie)”, Londyn 1970
- „Przestroga dla wnuków”, poezje, Oficyna Poetów i Malarzy, Londyn 1971
- „Pamiętnik indyjski”, Londyn 1971
- „Po samo dno istnienia”, poezje, Oficyna Stanisława Gliwy, Londyn 1972
- „Nowe odkrycie Ameryki”, Libella, Paryż 1973
- „Przestrogi drugie”, poezje, Sigma Press, Albany 1973

## Źródła i bibliografia
- Rozkazy dzienne 1 Samodzielnej Brygady Strzelców i 1 Dywizji Grenadierów, sygn. R.27. Instytut Polski i Muzeum im. gen. Sikorskiego w Londynie, 1943. [dostęp 2017-01-14].
- Bolesław Klimaszewski, Ewa R. Nowakowska, Wojciech Wyskiel Mały słownik pisarzy polskich na obczyźnie, 1939–1980, wyd. Interpress 1992
- Literatura polska XX wieku. Przewodnik encyklopedyczny. Tom 1 wyd. PWN, Warszawa 2000 (biogram Jana Wojnowskiego)
- Wiesława Piątkowska-Stepaniak Polska w Nowym Jorku. Idee, spory, nadzieje emigracji politycznej w latach 1940–1990, Wyd. Uniwersytetu Opolskiego, Opole 2012 (tam biogram)
- Rocznik Oficerski Rezerw 1934, Biuro Personalne Ministerstwa Spraw Wojskowych, Warszawa 1934, L.dz. 250/mob. 34
- Stanisław Radomyski, Zarys historii Szkoły Podchorążych Rezerwy Kawalerii w Grudziądzu 1926-1939, Oficyna Wydawnicza „Ajaks”, Pruszków 1992, ISBN 83-85621-06-7.
- Michał Folega, Życie na świat otwarte. Aleksander Janta-Połczyński, Tuchola 2014.